# Agrochola pallida
Agrochola pallida là một loài bướm đêm trong họ Noctuidae.